# 100.
100. je prvo desetletje v 2. stoletju med letoma 100 in 109. 